# Mangora montana
Mangora montana là một loài nhện trong họ Araneidae.
Loài này thuộc chi Mangora. Mangora montana được Arthur Merton Chickering miêu tả năm 1954.